# Logos
Der altgriechische Ausdruck logos (λόγος lógos) hat ein außerordentlich weites Bedeutungsspektrum. Er wird unspezifisch im Sinne von „Wort“ und „Rede“ sowie deren Gehalt („Sinn“) gebraucht, bezeichnet aber auch das geistige Vermögen und was dieses hervorbringt (wie „Vernunft“), ferner ein allgemeineres Prinzip einer Weltvernunft oder eines Gesamtsinns der Wirklichkeit. Darüber hinaus existieren je nach Kontext noch spezifischere Verwendungen, beispielsweise als „Definition“, „Argument“, „Rechnung“ oder „Lehrsatz“. Auch philosophische und religiöse Prinzipien werden mit dem Ausdruck lógos bezeichnet, beispielsweise in den Fragmenten Heraklits und in Texten stoischer Philosophie sowie jüdisch-hellenistischer und christlicher Herkunft.
Das Lexem -log- findet sich auch im Namen der philosophisch-mathematischen Disziplin der Logik, in der Endung -logie zur Bezeichnung von Wissenschaften (z. B. „Kosmologie“) und in zahlreichen Fremdwörtern (z. B. „Analogie“).

## Begriffsgeschichte
Der Ausdruck λόγος lógos bezeichnet in der altgriechischen Sprache die (geschriebene) Rede im Sinne ihrer materiellen Basis aus Buchstaben, Wörtern, Syntagmen und Sätzen, in der griechischen Rhetorik die (gesprochene) Rede auch im Sinne ihres Aussagegehalts. Ein einschlägiges Wörterbuch nennt u. a. die Übersetzungen Sprechen, mündliche Mitteilung, Wort, Rede, Erzählung, Nachricht, Gerücht, (grammatikalischer) Satz, Ausspruch Gottes (NT), Befehl (NT), Weissagung (NT), Lehre (NT), Erlaubnis zum Reden, Beredsamkeit, aufgestellter Satz, Behauptung, Lehrsatz, Definition, Begriffsbestimmung, wovon die Rede ist, Sache, Gegenstand, das Berechnen, Rechenschaft, Rechnung, Rücksicht, Wertschätzung, Verhältnis, Vernunft, Absicht.

### Griechische Philosophie
In den Fragmenten Heraklits hat der Ausdruck logos eine prominente Rolle und wird klassischerweise gedeutet als eine die Welt durchwirkende Gesetzmäßigkeit.
Platon abstrahiert den Ausdruck logos dann so weit, dass er mit der Bedeutung „Darstellung“ oder „Erklärung“ als philosophisches Vokabular nutzbar wird. Dabei ist im Dialog Theaitetos (201 d) der Gedanke leitend, dass nur das, was in erklärender (oder erklärbarer) Form sich als Teil des λόγος wiederfindet, Gegenstand des Wissens sein kann.
Aristoteles verwendet logos u. a. im Sinne von „Definition“.
Die Stoa sieht dann im Logos ein Vernunftprinzip des geordneten Kosmos, einen ruhenden Ursprung, aus dem alle Tätigkeit hervorgeht. Er konstituiere sowohl die Kausalität, als auch einen Tun-Ergehen-Zusammenhang. Als logos spermatikos ‚Vernunftkeim‘, sei der Logos in jedem (insbesondere beseelten bzw. vernunftbegabten) Wesen anzutreffen. Cicero spricht  bei seiner Beschreibung der stoischen Auffassung u. a. von mens mundi ‚Weltgeist‘.
Für die Sophisten steht der Logos im Gegensatz zum Mythos, der darauf verzichtet, durch verstandesgemäße Beweise die Wahrheit seiner Behauptungen zu begründen.

### Judentum
Im hellenistischen Judentum bezeichnet logos, aramäisch memra, das ewige Denken des einen Gottes. Memra trete bei der Schöpfung aus Gott heraus. Kabbalisten wie Isaak der Blinde erklärten memra, die göttliche Vernunft (Chochmah), zur Emanation aus dem Heiligen Gedanken Kether, der wiederum die erste Emanation aus dem Urgrund En Sof sei.

### Christentum
Der Ausdruck logos  wird im sogenannten Prolog des Johannesevangeliums als „Wort Gottes“ verwendet.
Das Johannesevangelium (Joh 1,1 ) beginnt mit den Worten:
| Griechisch: | ἐν ἀρχῇ ἦν ὁ Λόγος καὶ ὁ Λόγος ἦν πρὸς τὸν Θεὸν καὶ Θεὸς ἦν ὁ Λόγος                                  |
| Transkription: | en archē ēn ho Lógos kaì ho Lógos ēn pròs tòn Theòn kaì Theòs ēn ho Lógos                            |
| Lateinische Vulgata-Übersetzung:                                                                                           | In principio erat verbum et verbum erat apud Deum et Deus erat verbum                                |
| Deutsche Einheitsübersetzung:                                                                                              | „Im Anfang war das Wort, und das Wort war bei Gott, und das Wort war Gott.“                          |
| Menge-Übersetzung: | „Im Anfang war das Wort, und das Wort war bei Gott, und Gott (= göttlichen Wesens) war das Wort.“    |
| Neue evangelistische Übersetzung (NeÜ-bibel.heute (2018)):                                                                 | „Im Anfang war das Wort. Das Wort war bei Gott, ja das Wort war Gott.“                               |
| Zürcher Bibel (2007): | „Im Anfang war das Wort, der Logos, und der Logos war bei Gott, und von Gottes Wesen war der Logos.“ |
| Konkordantes Neues Testament (KNT):                                                                                        | „Zu Anfang war das Wort, und das Wort war zu Gott [hingewandt], und [wie] Gott war das Wort.“        |
| Haubeck & von Siebenthal: Neuer sprachlicher Schlüssel zum griechischen NT:                                                | „[…] das Wort / der Logos war Gott (d. h. seinem Wesen nach Gott)“                                   |
| Jürgen Becker: Das Evangelium nach Johannes, Ökumenischer Taschenbuchkommentar zum Neuen Testament, Gütersloh u. Würzburg: | „[…] ein Gott war der Logos“                                                                         |

#### Personifizierung des Logos als Christus, Definition als Gott
Im ersten Teil des Satzes („Im Anfang war das Wort, und das Wort war bei Gott“) wird der Logos eng an die Gottheit gebunden und könnte verstanden werden als Attribut oder eine eigenständige Person, die vor Erschaffung der Welt bei Gott bereits existent war (vgl. Mi 5,1 ; Mt 2,4–7 ), oder etwas, das z. B. aus Gott ausfließen könnte (Emanation). Im zweiten Teil des Satzes, von vielen übersetzt als „das Wort war Gott“, nicht selten auch „von Gottes Wesen war der Logos“ (oder vergleichbar), mitunter ebenfalls „ein Gott war der Logos“, setzt der Autor des Johannes-Evangeliums den Logos mit Christus gleich, was vor allem im Kontext mit nachfolgenden Versen, v. a. Joh 1,14  und Joh 1,18  geschieht.
Dies wird gemäß der Dogmatik der Trinitätslehre von deren Anhängern als Menschwerdung Gottes betrachtet, Grundlage wiederum der röm.-kath. und orthodoxen Verehrung von Maria als Mutter Gottes oder Gottesgebärerin. (Siehe dazu die Konzile von 325 n. Chr. in Nicäa bis 680 n. Chr. in Konstantinopel auf der Liste ökumenischer Konzilien). Auch die nachfolgenden Worte „Und das Wort ward Fleisch und wohnte unter uns“ (Vers 14) werden von solchen gemäß diesem Grundsatz interpretiert. Die Betrachtung des biblischen Kontextes zur Verwendung des Begriffs Gott ergibt: Satan wird dort ebenfalls als Gott dieser Welt bezeichnet (2 Kor 4,4 ), Mose als „Gott“ für Aaron und den ägyptischen Pharao (Ex 4,16 ; Ex 7,1 ). Weiterhin wird die Bezeichnung für sonstige Gottermächtigte verwendet (Joh 10,34–35 ; Ps 82,6ff. ). Aufgrund dessen sowie u. a. auch der Unsterblichkeit und Unsichtbarkeit Gottes (1 Tim 6,16 , vgl. Jesu Tod am Kreuz), Jesu Gebeten zu Gott (u. a. Joh 17,3 ; Hebr 7,25 ; 1 Joh 2,1 ), seines biblischen Titels als ewiger Hoherpriester nach der Ordnung Melchisedeks (Hebr 7,17 , Ps 110,4 , Hebr 7,20–25 ) und nicht zuletzt seiner Salbung, also Ermächtigung durch Gott (Jesus Christus von griechisch Christos, zu deutsch „(Gott)Gesalbter“ oder Messias), wird dies von Nichttrinitariern anders gesehen. Schon die Ermächtigung Jesu durch Gott (vgl. Hebr 1,9 ; vgl. Hebr 7,7 ) widerspricht ihrer Ansicht nach der ewigen Allmacht Jesu aus sich selbst bzw. der Definition vom allmächtigen Gott klar, während ermächtigter Gott für Jesus dem obigen biblischen Kontext nach zuträfe.

#### Charakterisierung und Handlung des Logos aus dem Kontext
Die Bedeutung des griechischen Wortes lógos ist nicht reduzierbar auf den deutschen Begriff „Wort“, obwohl man sich in den Bibelübersetzungen oft für diesen Begriff entscheidet. Logos bezeichnet u. a. auch Sprache, Rede, Beweis, Lehrsatz, Lehre, Sinn und Vernunft. Diese Bedeutungsvielfalt ergibt sich u. a. anhand folgender Passagen: Hebr 1,2 ; 1 Kor 1,24 ; Kol 2,2–3 ; Kol 1,16 ; 1 Kor 8,6 ; Joh 1,10 , welche den Logos als „Gottes Weisheit“, vereinigt in der Person Jesus Christus, definiert (vgl. Kol 2,3 : „In ihm [Christus, Vers 2] sind alle Schätze der Weisheit und Erkenntnis verborgen“); 1 Kor 8,6 : „so haben doch wir nur einen Gott, den Vater. Von ihm stammt alles, und wir leben auf ihn hin. Und einer ist der Herr: Jesus Christus. Durch ihn ist alles, und wir sind durch ihn“; Hebr 1,2 : „hat er [Gott, Vers 1] in diesen letzten Tagen zu uns geredet durch den Sohn, den er eingesetzt hat zum Erben über alles, durch den er auch die Welt gemacht hat“; Joh 1,10 : „Er war in der Welt, und die Welt ist durch ihn geworden, doch die Welt erkannte ihn nicht.“
Demnach wurde die Welt von Gott geschaffen durch den Logos, der definiert ist als die Person Jesus Christus (Joh 1,17). Dieser wird demnach bezogen auf das in Gen 1,3 schöpferisch wirksam werdende Wort Gottes. Dieselbe Begriffswahl bzw. Vorgehensweise (durch Christus/Propheten.., von Gott) finden wir in der Gerichtssprechung Gottes durch Christus in Röm 2,16  sowie Joh 5,30  oder bei der Verkündigung/Mitteilung des Handelns Gottes durch Propheten (Apg 3,18 ) bzw. Engel (Apg 7,35 ) – wo natürlich auch Gott kraft seines, an diese gerichteten Auftrags handelt, außerdem bei der Formulierung „durch die Taten der Apostel“ in Apg 15,12 .
Auch der präexistente Logos, nun in Christus (Joh 1,1–2 ; Mi 5,1 ; Mt 2,4–7 ) Fleisch, also Mensch geworden (Joh 1,14), handelte gemäß Mt 9,6 ; Joh 5,14 ; Joh 9,30–33  in Auftrag und Vollmacht Gottes. Daher fand er diesbezüglich „immer“ Erhörung (Joh 11,39–45 ), sodass der biblische Hauptmann von Kapernaum in Mt 8,5–10  im Vertrauen zu ihm sagen konnte:

„‚Herr, ich bin es nicht wert, dass du mein Haus betrittst; sprich nur ein Wort, dann wird mein Diener gesund. Auch ich muss Befehlen gehorchen, und ich habe selber Soldaten unter mir; sage ich nun zu einem: ‚Geh!‘, so geht er‘ […] Und zum Hauptmann sagte Jesus: ‚Geh! Es soll geschehen, wie du geglaubt hast.‘ Und in derselben Stunde wurde der Diener gesund.“

Es kann daher sinnvoll sein, den Begriff Logos in der Übersetzung beizubehalten und in Anmerkung separat sowie umfassender zu übersetzen, wie z. T. geschehen, da nur die Summe der von Logos erfassten deutschen Begriffe das zielführende Optimum an Verständnis in dieser Hinsicht ergibt. Dies zeigt einerseits die Übersetzungsschwierigkeit auf, ob für die Übertragung des griechischen oder des hebräischen Urtextes (vgl. Sir 0,6 ), andererseits aber auch, dass sich durch den biblischen Kontext, völlig unabhängig von der Entscheidung des Übersetzers zur individuellen Begriffs-Auswahl, Verständnis gewinnen lässt.

#### Bezug des Johannesprologs zum Alten Testament
Eines der Worte am Ende des Johannesprologs lautet: „Und das Wort wurde Fleisch und wohnte unter uns, und wir haben seine Herrlichkeit angeschaut, eine Herrlichkeit als eines Eingeborenen vom Vater, voller Gnade und Wahrheit.“
Die jüdische Überzeugung ist, dass ein Wort mehr ist als eine bloße Ansammlung von Tönen, die etwas Bestimmtes zum Ausdruck bringt. Demnach hat ein Wort immer eine Wirkung. Schon in der Schöpfungsgeschichte ist erkennbar, dass Gottes Wort, sein ausführender Logos, tätig ist:

„Gott sprach: ‚Es werde Licht!‘ Und es wurde Licht.“

„Durch des Herrn Wort sind die Himmel gemacht und all ihr Heer durch den Hauch seines Mundes. […] Denn er sprach, und es geschah; er gebot, und es stand da.“

„Weder Kraut, noch Wundpflaster machte sie gesund, sondern dein Wort, Herr, das alles heilt.“

„so ist es auch mit dem Wort, das meinen Mund verlässt: Es kehrt nicht leer zu mir zurück, sondern bewirkt, was ich will, und erreicht all das, wozu ich es ausgesandt habe.“

#### Sonstiges
Die Rekonstruktion der geistesgeschichtlichen Einflüsse auf den Johannesprolog ist bis heute nicht völlig geklärt. Wichtig sind in diesem Zusammenhang unter anderem mögliche Einflüsse des hellenistischen Judentums wie auch der Stoa. Bereits Justin der Märtyrer stellt indirekt heraus, dass der christliche Logosbegriff pagane Vorgänger hat, und nennt dabei unter anderem Sokrates, Heraklit, Mercurius und Platons Weltseele. Zugleich aber steht der Johannesprolog im Zusammenhang mit der hebräischen Bibel: Die Formulierung „Gott sprach“ aus Genesis 1, die Weisheit (Weish 9,1–2) und das „Wort Gottes“ an die Propheten (z. B. in Jes 1,10 : „Hört das Wort Gottes“) verdeutlichen dies.
Der Johannesprolog stellt eine wichtige Grundlage für die systematische Christologie und – gemäß der Übersetzungsvariante der Einheitsübersetzung – für die dogmatische Interpretation in der Trinitätslehre dar. Die Großkirche hat sich schließlich auf eine Wesensgleichheit von nach ihrer Definition drei göttlichen Personen festgelegt, unter anderem unter Berufung auf diese Vorlage. Die Anerkennung der Trinität ist auch Bedingung für die Aufnahme in den Ökumenischen Rat der Kirchen.

#### Logos Creator
Mit Logos Creator wird Gott als präexistenter Christus bei der Erschaffung der Welt gemäß dem griechischen Beginn des Johannesevangeliums (1,1-3 ) bezeichnet.
Das fleischgewordene Wort des Johannesevangeliums wird dazu auf Gen 1,3  bezogen, wo Gott spricht und dadurch schafft, was er ausspricht.

### Neuzeit
Unter den Wortbedeutungen des griechischen Ausdrucks Logos wird wortgeschichtlich insbesondere jene der „Vernunft“ im philosophischen Kontext bedeutsam, leiht sie doch bis heute der Disziplin der Logik ihren Namen – und davon abgeleitet auch der „Gesetzhaftigkeit“ von Überlegungen (logisch). Der deutsche Begriff Logistik wird zunächst synonym zu Logik verwendet, im 20. Jahrhundert dann aber auf Organisation und Verwaltung bezogen.
Im Ersten Teil des Faust gibt Goethe eine bekannte Darstellung der Schwierigkeit der Wahl einer Übersetzungsoption für logos, indem er den Protagonisten über die verschiedenen möglichen Übersetzungen „Wort“, „Sinn“ und „Kraft“ nachdenken und ihn sich schließlich für „Tat“ entscheiden lässt.